# Acapulco (série de televisão)
Acapulco é uma série de televisão estadunidense criada por Austin Winsberg, Eduardo Cisneros e Jason Shuman, inspirada no filme Como se Tornar um Conquistador de 2017. Estreou na Apple TV+ em 8 de outubro de 2021.

## Elenco
- Eugenio Derbez como Maximo
- Enrique Arrizon como Maximo (jovem)
- Raphael Alejandro como Hugo
- Damián Alcázar como Don Pablo
- Camila Perez como Julia
- Jessica Collins como Diane
- Chord Overstreet como Chad
- Vanessa Bauche como Nora
- Rafael Cebrián como Hector
- Fernando Carsa como Memo
- Regina Reynoso como Sara
- Gala Komori como Nora jovem
- Rossana De León como Adriana
- Bruno Gutiérrez como Víctor

## Lançamento
A produção começou em 7 de abril de 2021, em Puerto Vallarta, no México, e as filmagens foram encerradas em 20 de junho de 2021. A série estreou na Apple TV+ em 8 de outubro de 2021. 

## Recepção
No Rotten Tomatoes, a série detém um índice de 100% de aprovação, com base em 11 críticas, com uma nota média de 7/10. O consenso critico do site diz: "Estimulado por seu elenco talentoso e humor inteligente e genial, Acapulco é tão docemente nostálgico quanto totalmente charmoso".